# Donna Summer (álbum)
Donna Summer es el décimo álbum de estudio de la cantante estadounidense Donna Summer, publicado el 19 de julio de 1982 por la compañía discográfica Geffen Records. 
Tras haber dejado la compañía discográfica Casablanca Records, con la cual editó la mayoría de sus más grandes éxitos durante la década de 1970, Summer firmó con la naciente compañía Geffen y continuó trabajando con Giorgio Moroder y Pete Bellotte, productores con quienes escribió la mayoría de sus grandes éxitos. 
A pesar de que The Wanderer (su primer álbum editado con la nueva compañía) produjo un éxito top 10 y recibió certificación de oro; David Geffen, presidente de la compañía, se mostró desconforme con las ventas del álbum. De inmediato Summer se reunió con Moroder y Bellotte para grabar un nuevo álbum. Geffen, sin embargo, no consintió que continuara trabajando con ellos, contratando al productor Quincy Jones, conocido por su trabajo con Michael Jackson, para que produjera el nuevo álbum. 
Donna Summer combina una amplia variedad de estilos musicales, aunque a diferencia de sus predecesores está más orientado a la música soul, r&b y gospel. Dos de las canciones presentan temáticas religiosas, "(If It) Hurts Just a Little" y "State of Independence", esta última combina elementos de reggae y música electrónica. 
«Protection», la sexta pista, fue escrita por Bruce Springsteen. Presenta un fuerte sonido rock. Originalmente se había planeado que ambos cantantes grabasen la canción a dúo, sin embargo, la idea se desestimó por razones imprecisas. El álbum también contiene una versión de la clásica balada de Billy Strayhorn "Lush Life", orientada al Jazz.
El primer sencillo editado fue "Love Is in Control (Finger on the Trigger)". Tuvo éxito considerable en el mundo entero, alcanzando el top 10 en Canadá, Estados Unidos, España, Noruega, Países Bajos, Sudáfrica, Suiza y top 20 en Australia, Irlanda, Italia, Suecia y el Reino Unido. El segundo sencillo, "State of Independence" tuvo éxito moderado en Estados Unidos, mientras que Europa se convirtió en un gran éxito, llegando al número uno en los Países Bajos y alcanzando el top 10 en casi todo el continente. El tercer sencillo, la balada "The Woman In Me", tuvo éxito moderado en América, mientras que en los Países Bajos repitió el éxito de sus predecesores, alcanzando también el top 10. 

## Lista de canciones
| Lado 1 |                                              |          |  |
| N.º    | Título                                       | Duración |  |
| 1.     | «Love Is in Control (Finger on the Trigger)» | 4:18     |  |
| 2.     | «Mystery of Love»                            | 4:25     |  |
| 3.     | «The Woman in Me»                            | 3:55     |  |
| 4.     | «State of Independence»                      | 5:50     |  |

| Lado 2 |                               |          |  |
| N.º    | Título                        | Duración |  |
| 5.     | «Livin' in America»           | 4:41     |  |
| 6.     | «Protection»                  | 3:35     |  |
| 7.     | «(If It) Hurts Just a Little» | 3:52     |  |
| 8.     | «Love Is Just a Breath Away»  | 3:55     |  |
| 9.     | «Lush Life»                   | 6:26     |  |

| 2014 Demon Music Group bonus tracks | |          |  |
| N.º                                 | Título                                                                                                 | Duración |  |
| 10.                                 | «Sometimes like Butterflies (B-side of "Love Is in Control (Finger on the Trigger)»                    | 4:30     |  |
| 11.                                 | «Love Is in Control (Finger on the Trigger)» (7" Version)                                              | 3:42     |  |
| 12.                                 | «Love Is in Control (Finger on the Trigger)» (Dance Remix)                                             | 7:03     |  |
| 13.                                 | «Love Is in Control (Finger on the Trigger)» (Instrumental version featuring Ernie Watts on saxophone) | 7:03     |  |
| 14.                                 | «State of Independence» (7" Version)                                                                   | 4:27     |  |
| 15.                                 | «State of Independence» (N.R.G. Mix)                                                                   | 5:38     |  |
| 16.                                 | «State of Independence» (New Radio Millennium Mix)                                                     | 5:03     |  |